# 캐서린 헬먼드
캐서린 마리 헬먼드(Katherine Marie Helmond, 1929년 7월 5일 ~ 2019년 2월 23일)는 미국의 배우이다.

## 출연 작품
- 카 3: 새로운 도전 - 리지 역